# Komjáthi Tamásné Horváth Ágnes
Komjáthi Tamásné Horváth Ágnes (Szekszárd, 1958–) szövő, népi iparművész.

## Élete
Középiskolásként a Mözsi-Szabó István festőművész által vezetett szőnyegszövő műhelybe járt, ahol szín, arány, lépték, ritmus, anyag harmóniáját, szépségét tanulhatta meg. Érettségi után életcéllá vált a szövés és a vele kapcsolatos technikák elsajátítása, a gyűjtőmunka és a feldolgozás. 
1977-ben került a Sárközi Népi Iparművészeti Szövetkezethez, s akkor még olyan mesterek dolgoztak ott, mint Széles Józsefné, Bali Istvánné, Ács Istvánné, Egyed Mihályné, a népművészet mesterei, akiktől a vászonszövést, Ikatity Józsefnétől a sárközi nagykendőn alkalmazott díszrojt készítését tanulta. Bemintázóként, majd mintatár- és művészeti vezetőként a Sárköz teljes szövőkincsét megismerhette. A faluban kialakított jó kapcsolatainak köszönhetően a szekrények mélyére eldugott, rejtett értékekhez is hozzáférhetett, lerajzolhatta őket. 1981-től szövő-hímző művészeti oktatói engedéllyel rendelkezik, eredményesen tanít gyermekeket, munkanélküli felnőtteket Tolna és Baranya megyében. 
1987-ben kapta meg a népi iparművész címet. 1996-tól önálló alkotóként dolgozik. 1979-től számos megyei és országos kiállításon, pályázaton vett részt sikeresen. Országosan szőttespályázaton kétszer kapott Sárközi emlékdíjat (1979, 1983), országos népművészeti kiállításon kétszer ezüst plakettet (1985, 1996), ezeken kívül 1980, 1982, 1984, 1987, 1993, 1997, 1998-as rendezvényeken, pályázatokon szerepelt a díjazottak között. Kanadában, Lengyelországban, Olaszországban képviselte a hazai szőtteskultúrát. Néhány munkája megtalálható az országos mintagyűjteményben is. 
Lakás- és ruhatextiljei természetes alapanyagokból, főleg a sárközi szőttes hagyományokat felhasználva készülnek. A Tolna Megyei Népművészeti Egyesület elnöke 1999 februárjától, és a Kézműves Kamara tagja.